# سان‌اوپتا
سان‌اوپتا (انگلیسی: SunOpta) شرکت صنایع غذایی کانادایی است، که در سال ۱۹۷۳ تأسیس شد.